# 황원준 (의사)
황원준(1961년 ~ )은 대한민국의 정신건강의학과 의사이다.

## 학력 및 경력
- 남성고등학교 졸업
- 전북대학교 의학과 학사
- 주안대학원대학교 선교학과 석사과정
- 서울대학교병원 의료경영고위과정 수료
- 인하대학교 의과대학 외래교수
- 건국대학교 의과대학 외래교
- 인천대학교 교육대학원 이상심리학 강사
- 인하대학교 교육대학원 이상심리학 강사
- 경인여자대학 사회복지학과 이상심리학 강사
- 황원준 정신건강의학과의원 원장 (인천광역시 미추홀구 소재)
- (주)한국정신건강연구소 소장 겸 대표이사
- 조이풀발달심리상담센터 대표 겸 센터장
- 인천광역시교육청 치유형 대안위탁기관 조아학교 교장
- 인천광역시교육청 치유형 대안위탁기관 조아디딤학교 교장
- 인천광역시교육청 가정형 위센터 H2O 책임운영기관장
- 사단법인 훈산 이사장

## 대외 활동
- 인천광역시 아동학대심의위원

ㆍ인천광역시 미추홀구 아동학대심의위원
ㆍ인천광역시 서구 아동학대심의위원 
- 인천광역시교육청
- 인천검찰청

ㆍ의료자문위원
ㆍ범죄피해자지원협의회 위원
ㆍ형집행정지자 심의위원 
ㆍ형사조정자문위원
- 인청경찰청

ㆍ
- 제9대 인천광역시의사회 공부부회장 겸 편집인
- 인천광역시 남구의사회 무임소의사
- 대한내과의사회 정신건강 자문위원
- 보건복지부 개방병원활성화 자문위원
- 법무부 인천구치소

ㆍ교화위원ㅡ매월 무료진료 봉사
ㆍ법무부 인천구치소 자살예방협의회 위원
ㆍ법무부 인천구치소 형집행정지조정위원
- 근로복지공단 자문의사
- 경인지방식품의약품안전청 마약류 명예 지도원
- 인천지방경찰청 의료자문위원 및 간사
- 인천지방경찰청 여성아동대책 자문위원
- 인천병무지청 병무행정발전 시민참여위원
- 인천 남부보건소 정신보건 자문위원
- 인천광역시교육청 질환교원 심사위원 (제1기, )
- 인천광역시남부교육지원청 복교심사위원회 자문 위원
- 인천 마약퇴치운동본부 후원회 회장 역임
- 인천 마약퇴치운동본부 운영위원 및 이사
- 인천 여성의 전화 자문위원
- 인천광역시청소년상담복지센터 운영위원
- 한국이웃사랑회 인천지부 아동학대 상담센터 운영위원
- 인천 청소년 쉼터 운영위원
- 인천 YWCA 가정폭력상담소 자문위원
- 인천 YMCA 이사
- 인천 아동학대예방센터 의료분야 자문위원
- 인천 부평구 건강가족지원센터 자문위원
- 인천 서구 건강가족지원센터 자문위원
- 월드비전 선학종합복지관 자문위원
- (사)전국미아실종가족찾기 시민모임 자문위원
- 인천 가정위탁원센터 자문위원
- 대한법률구조공단 인천지부 자문 의사
- 대한신경정신의학회 정회원
- 한국직무스트레스학회 정회원
- 대한수면정신생리학회 회원
- 라깡과 현대정신분석학회 회윈

## 수상 경력
- 경상북도도지사 표창
- 보건복지부장관 표창
- 식품의약품안전처장상 표창
- 인천광역시장상 표창
- 국무총리 표창
- 법무부장관 표창